# Neoathyreus corinthius
Neoathyreus corinthius es una especie de coleóptero de la familia Geotrupidae.

## Distribución geográfica
Habita en Argentina, Uruguay y Brasil.